# Qerret
Qerret è una frazione del comune di Pukë in Albania (prefettura di Scutari).
Fino alla riforma amministrativa del 2015 era comune autonomo, dopo la riforma è stato accorpato, insieme agli ex-comuni di Pukë, Gjegjan, Qelëz, Rrapë a costituire la municipalità di Pukë.